# Saint-Céols
Saint-Céols ist eine französische Gemeinde mit 13 Einwohnern (Stand: 1. Januar 2022) im Département Cher in der Region Centre-Val de Loire. Sie gehört zum Arrondissement Bourges und zum Kanton Saint-Germain-du-Puy.

## Geografie
Etwa 23 Kilometer nordöstlich von Bourges gelegen, befindet sich Saint-Céols in der Champagne berrichonne (im Berry). 
Umgeben wird Saint-Céols von den Nachbargemeinden Humbligny im Norden und Nordosten, Montigny im Osten, Rians im Süden, Aubinges im Westen sowie Morogues im Nordwesten. 

## Bevölkerungsentwicklung
| Jahr                       | 1962 | 1968 | 1975 | 1982 | 1990 | 1999 | 2006 | 2019 |
| -------------------------- | ---- | ---- | ---- | ---- | ---- | ---- | ---- | ---- |
| Einwohner                  | 46   | 42   | 27   | 22   | 25   | 32   | 17   | 13   |
| Quellen: Cassini und INSEE |      |      |      |      |      |      |      |      |

## Sehenswürdigkeiten
- Kirche Saint-Céols (siehe auch: Liste der Monuments historiques in Saint-Céols)

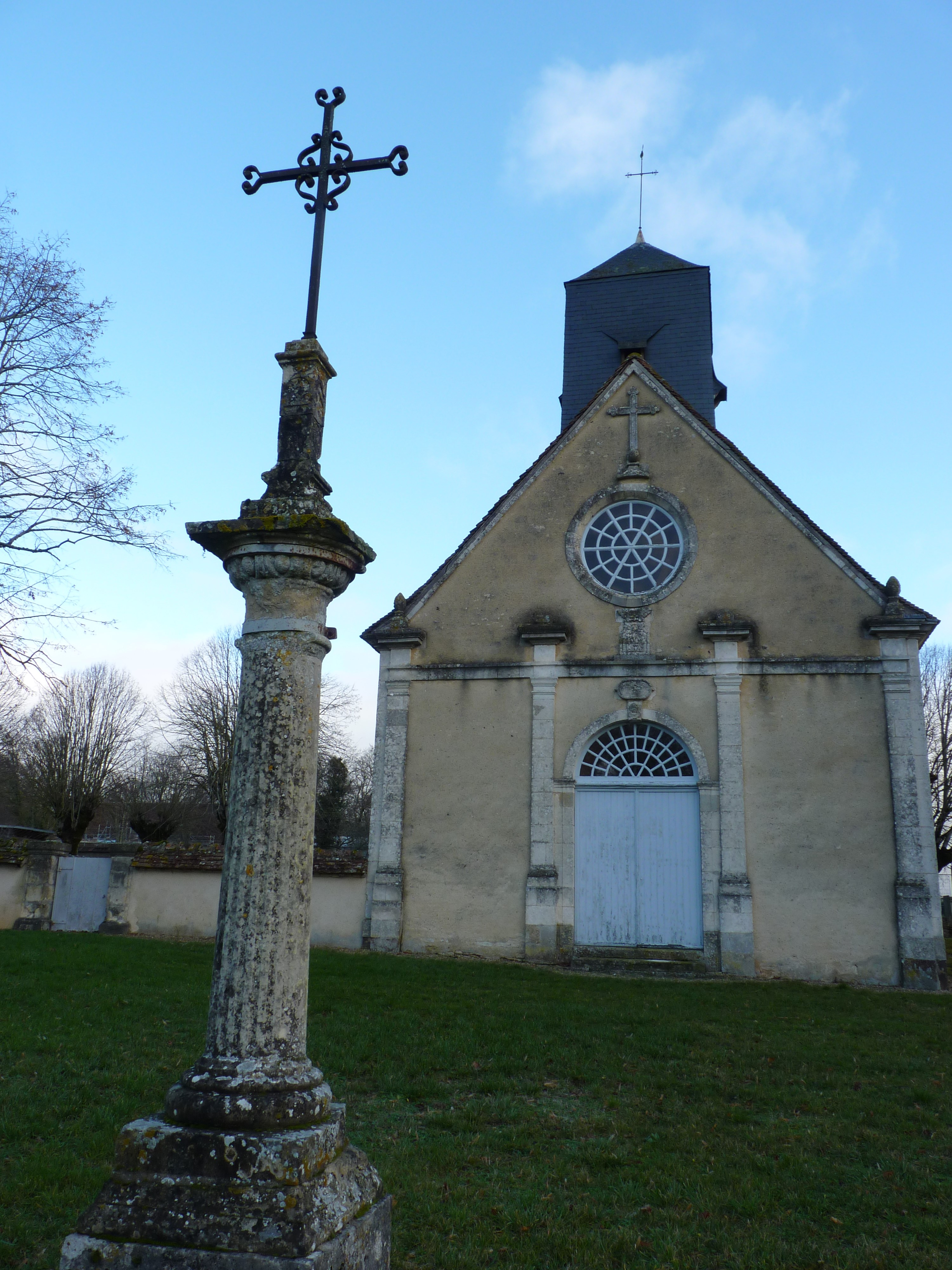
Kirche Saint-Céols

- Schloss